# Philadelphia Fury (1978-1980)
El Philadelphia Fury fue un equipo de fútbol de los Estados Unidos que alguna vez formaron parte de la North American Soccer League, la antigua liga de fútbol más importante del país.

## Historia
Fue fundado en el año 1978 en la ciudad de Filadelfia, Pensilvania y lograron el retorno de una franquicia a la North American Soccer League desde la desaparición del Philadelphia Atoms en 1976. Sus principales inversionistas eran los músicos Rick Wakerman, Peter Frampton y Paul Simon.
A pesar de nunca haber tenido una temporada ganadora, en 2 temporadas llegaron a los playoffs, pero la disminución en la asistencia a los partidos provocaron que el club desapareciera en 1980 tras venderle la franquicia al Montreal Manic.

## Temporadas
| Año  | Récord | Temporada Regular                         | Playoffs                   | Promedio de Asistencia |
| ---- | ------ | ----------------------------------------- | -------------------------- | ---------------------- |
| 1978 | 12-18  | 4.º, División Este, Conferencia Americana | 1.ª ronda                  | 8,280                  |
| 1979 | 10-20  | 3, División Este, Conferencia Americana   | Semifinales de Conferencia | 5,626                  |
| 1980 | 10-22  | 4, División Este, Conferencia Americana   | No Clasificó               | 4,465                  |

## Jugadores

### Jugadores destacados
| - Bobby Smith (1980) - Alan Ball (1978–79) 34 apariciones 5 goles - Peter Osgood (1978) 22 apariciones 1 gol - Derek Trevis (1978) - Colin Waldron (1978) - Bill Straub (1978) - John Dempsey (1978–80) - Johnny Giles (1978) | - Pierce O'Leary (1978) - Tony Glavin (1978–80) - Martin Henderson (1978) - Andy Lynch (1980) - Keith MacRae (1978) - David Robb (1979) - Bob Rigby (1979-1980) - Eddie Byrne (1978) |

## Entrenadores
| - Richard Dinnis 1978 - Alan Ball, Jr. 1978 | - Marko Valok 1979 - Eddie Firmani 1980 |